# Port d'intérêt patrimonial
En France, un port d'intérêt patrimonial est un label décerné par une association d'élus portant ce même nom et créée en 2013.

## Les objectifs
L'association éponyme, constituée d'élus locaux et présidée par Raymond Mellaza, maire de Lanildut, s'appuie sur le savoir-faire scientifique d'un laboratoire de l'Université de Bretagne-Occidentale et a pour objectif de « protéger et valoriser le patrimoine maritime bâti des ports bretons » en encourageant les communes littorales à de bonnes pratiques dans le domaine de l'aménagement du littoral.
Une signalétique constituée de panneaux "Port d'intérêt patrimonial" est placée à l'entrée des agglomérations et (ou) des ports concernés.
Ces ports font un effort particulier pour l'accueil des Bateaux d'intérêt patrimonial.

## Liste des communes ayant des ports labellisés
- Audierne
- Île-de-Sein[3]
- Lanildut
- Landéda
- Le Conquet
- Le Faou[4]
- Moëlan-sur-Mer
- Paimpol
- Perros-Guirec
- Plobannalec-Lesconil[5]
- Port-Launay[6].
- Combrit-Sainte-Marine[3].
- etc.